# Phantasmagoria (Nobuo Uematsu)
Phantasmagoria è uno studio-album dell'artista giapponese Nobuo Uematsu, celebre per il suo lavoro di compositore nella serie di videogiochi Final Fantasy.
Ad oggi (2014) il disco rappresenta l'unico progetto solista originale di Uematsu

## Tracce
1. "雨の日、子供達は (On Rainy Days, Children...)"  – 4:05
2. "Angel Hands"  – 5:28
3. "おきざりのちいさな… (Lots of Little…)"  – 4:13"
4. "優しい経験の復活 (Revival of a Tender Experience)"  – 5:21
5. "Dogs on the Beach"  – 4:20
6. "Phantasmagoria"  – 5:21
7. "深い海・ブルー (Deep Ocean - Blue)"  – 5:56
8. "マヤの民 (People of Maya)"  – 4:50
9. "Mirrors"  – 3:03
10. "Final Fantasy"  – 3:55
11. "(アガスティアの葉) (Hidden Track)"  – 4:01